# Sokollu Mehmed Pasha

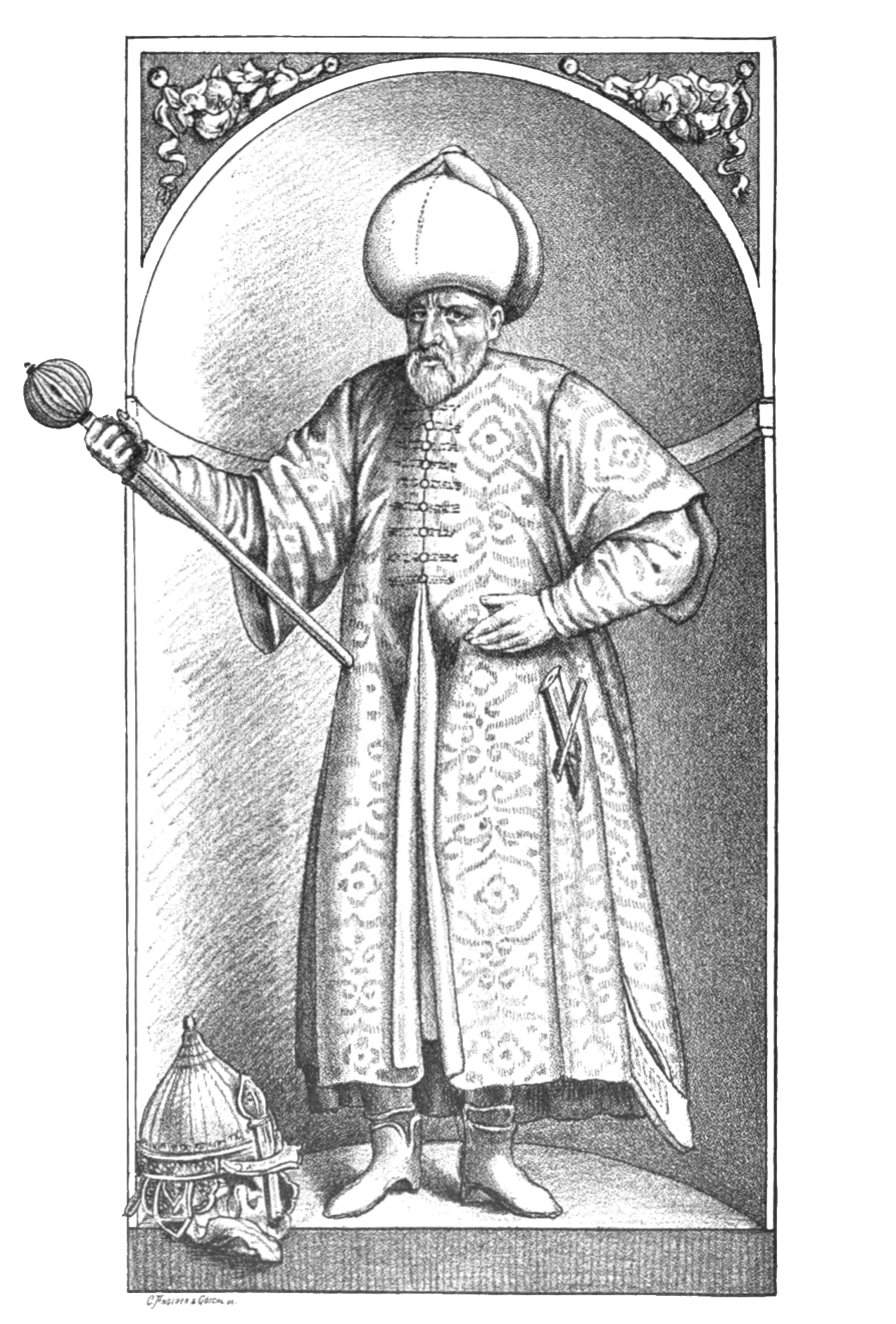
Sokollu Mehmed Pasha

Sokollu Mehmed Pasha, född 1506 i Sokolovići, död 11 oktober 1579 i Istanbul, var en storvesir i osmanska rike. 
Han föddes som ortodox kristen serb i östra Bosnien, men blev tidigt bortförd genom devschirmesystemet där osmanerna tog den kristna befolkningens söner för att bli janitsjarer i den osmanska armén. Han hade en framgångsrik karriär. Han konverterade till islam och lyckades behålla sin makt som storvesir under tre olika sultaner tills han blev mördad. Han var över två meter lång vilket var ovanligt för osmanerna.